# Ophiodon elongatus
Ophiodon elongatus là loài cá biển duy nhất trong chi Ophiodon. Một loài đã tuyệt chủng hơn lớn hơn loài này, Ophiodon ozymandias, được biết đến từ các hóa thạch từ Miocene muộn ở Nam California.
Ophiodon elongatus là loài bản địa bờ biển phía tây Bắc Mỹ từ quần đảo Shumagin trong Vịnh Alaska đến Baja California, Mexico. Người ta đã quan sát thấy nó có kích thước lên tới 152 cm (60 in) và trọng lượng 59 kg (130 lb). Loài cá này có nhiều màu xám khác nhau.